# Ǥ

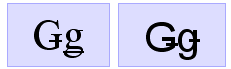
Der Buchstabe Ǥ mit und ohne Serifen

Der Buchstabe Ǥ (Kleinbuchstabe: ǥ) ist ein Buchstabe des lateinischen Schriftsystems. Er ist ein G mit Querstrich. 
Er wird in der skoltsamischen Sprache benutzt. Der Querstrich steht für eine frikative Aussprache.
Die Unicode-Bezeichnung ist LATIN LETTER G WITH STROKE.
Die Unicodenummer ist: U+01E5